# Штойде, Вольфрам
Вольфрам Што́йде (нем. Wolfram Steude; 20 сентября 1931, Плауэн — 9 марта 2006) — немецкий музыковед. Племянник архитектора Мартина Пича.
В отрочестве пел в Дрезденском Кройцхоре под руководством Рудольфа Мауэрсбергера, а также (в 1950-52) учился игре на органе. В 1952-55 продолжил обучение в Институте церковной музыки при Лейпцигской Высшей школе музыки, в 1955-58 — в Лейпцигском университете (среди учителей Генрих Бесселер). В 1973 г. в Ростоке защитил докторскую диссертацию, посвящённую немецким музыкальным рукописям XVI века. С 1955 г. служил кантором в церквях сперва Лейпцига, а затем Дрездена, одновременно в 1961—1981 гг. работал в музыкальном отделе Саксонской земельной библиотеки. До 1996 г. преподавал в Дрезденской Высшей школе музыки имени Карла Марии фон Вебера, с 1992 г. профессор.
Основные достижения Штойде связаны с именем Генриха Шютца. Занимался критическим изданием его сочинений, в том числе, дописал недостающие (утраченные) два голоса последнего опуса Шютца (известного как «Лебединая песня», SWV 482-494) и в 1984 впервые издал этот сборник. Штойде занимался организацией в 1985 году торжеств в честь 400-летия Шютца, за что был удостоен Национальной премии ГДР. На волне этого успеха было принято решение об учреждении Архива Генриха Шютца, который открылся в 1988 г. как особое подразделение Дрезденской Высшей школы музыки, а в 1993 г. вошёл в состав учреждённого при ней Института музыкознания. С 1997 г. был соредактором Шютцевского ежегодника (нем. Schütz-Jahrbuch).